# Centro Studi Ordine Nuovo
Pour les articles homonymes, voir Ordine Nuovo.
Ne doit pas être confondu avec Movimento Politico Ordine Nuovo ou Ordine Nero.
Le Centro Studi Ordine Nuovo en français : « Centre d'études Ordre Nouveau » est une association politico-culturelle italienne.  Elle est fondée en 1956, en marge du Mouvement social italien, par de jeunes militants réunis autour de Pino Rauti et influencés par les thèses du philosophe Julius Evola.

## Histoire

### Genèse
Du 9 au 11 janvier 1954 se tient le quatrième Congrès du Mouvement Social Italien à Viareggio. Lors du Congrès s'affrontent trois courants principaux : le courant des « modérés », favorable à l'alliance atlantique et aux compromis avec les « forces de droite bourgeoise », celui de la « gauche » du parti, ouvert aux revendications les plus sociales et hostile à tout rapprochement avec les partis du système, et, en troisième lieu, le courant « spiritualiste » ou « traditionaliste », qui se base sur les thèses du philosophe Julius Evola. Pendant le Congrès, les représentants les plus connus des « jeunes traditionalistes », Pino Rauti, Angelo Nicosia et Enzo Erra, proposent le repositionnement du Mouvement sur des positions plus intransigeantes et une relecture plus critique du phénomène fasciste. Arturo Michelini est élu à la succession de Augusto de Marsanich à la tête du MSI. Ils appartiennent tous deux à l'aile des modérés du parti. Pino Rauti va devenir de plus en plus critique envers la direction du MSI, qu'il accuse d'avoir perdu toute aspiration révolutionnaire.

### Création
Début 1955, le courant des « jeunes traditionalistes » crée le Centro Studi Ordine Nuovo. Il prend comme référence de base la brochure Orientations de Julius Evola . Le groupe fait paraître le mensuel Ordine Nuovo, sous-titré « mensuel de politique révolutionnaire ».

### La scission avec le MSI (1956-1969)
Les 24-26 novembre 1956, à Milan, le Cinquième Congrès du MSI voit à nouveau s'affronter les « modérés » et la « gauche révolutionnaire », à laquelle se sont alliés les jeunes traditionalistes. Pourtant, Arturo Michelini est reconduit à son poste de secrétaire général. Pino Rauti refuse alors totalement d'accepter la stratégie d'intégration au système prônée par les modérés. Il quitte le MSI, suivi par la plupart des « spiritualistes », regroupés dans le Centro Studi. Le 14 janvier 1957, la direction du CSON confirme par écrit la scission au secrétaire national du MSI.

### Influence culturelle
Le Centro Studi Ordine Nuovo, qui avait déjà un siège à Rome avant son départ du MSI, ouvre rapidement d'autres locaux dans plusieurs villes. En 1966, il a déjà 3500 adhérents. Il aurait eu, en 1969, environ 12 000 membres et sympathisants.
Le Centro Studi Ordine Nuovo va se concentrer presque exclusivement sur l'activité culturelle. Il ne participe qu'une seule fois à une campagne électorale, en 1958, en faveur du vote blanc. En 1959, Stefano Delle Chiaie, partisan d'une ligne plus activiste, entre en conflit avec Rauti. Il quitte le mouvement et fonde son propre groupe, Avanguardia Nazionale Giovanile (qui deviendra plus tard Avanguardia Nazionale).
Le travail culturel mené par le groupe de Rauti se distancie totalement de l'héritage fasciste habituel du MSI. Outre Julius Evola, le groupe fait découvrir aux jeunes militants de nouveaux auteurs de référence, comme Corneliu Codreanu, Giuseppe Tucci, Pio Filippani Ronconi et René Guénon. Le groupe dépasse le cadre du nationalisme pour imaginer une Europe-Nation, opposée au condominium USA-URSS. En peu de temps, l'influence culturelle d'Ordine Nuovo va s'accroître et dépasser le cadre du mouvement. Sa conception de la vie héroïque et aristocratique, inspirée de l'œuvre d'Evola, va exercer une forte influence sur les jeunes militants de droite restés au sein du MSI.

### Symbologie
Le Centro Studi Ordine Nuovo prend comme symbole la hache bipenne. Sa devise était  Il mio onore si chiama fedeltà (Mon honneur s'appelle fidélité). Son hymne était La Vandeana, une ancienne chanson contre-révolutionnaire française, traduite en italien. 

### Relations extérieures
Le Centro  aura des contacts réguliers avec la mouvance française groupée autour de la revue Europe-Action, animée notamment par Dominique Venner, Gilles Fournier et Jean Mabire. Il traduira et publiera certains de ses articles.
Il est aussi en relation avec les militants portugais du mouvement Jovem Portugal, dirigé par Zarco Moniz Ferreira, particulièrement engagé dans la défense des colonies portugaises en Afrique. Par ailleurs, le Centro apporte un soutien inconditionnel et régulier au régime d’apartheid d'Afrique du Sud, mais sans que des contacts officiels aient été prouvés. 

### Réintégration
En juin 1969, Giorgio Almirante, leader de la tendance de « gauche révolutionnaire », est élu à la tête du MSI. En décembre, lors d'un meeting à Rome, il lance un appel à tous les « frères séparés » à rentrer dans le parti. Il appelle surtout les jeunes à fortifier et à renouveler le MSI. Pino Rauti et la plupart des membres d'Ordine Nuovo se laissent convaincre. Rauti dissout le Centro Studi et la plupart des adhérents réintègre le parti. Trois membres d'ON entrent à la direction nationale du MSI (Pino Rauti, Giulio Maceratini, Paolo Andriani). Onze autres membres sont nommés au comité central (dont notamment Rutilio Sermonti et Paolo Signorelli). 
Le retour en influence des Ordinovisti au sein du MSI marque le renforcement d'une tendance profondément radicale et d'orientation nationale-révolutionnaire, mais résolument légaliste, à l'intérieur du Mouvement. Elle sera représentée notamment par Pino Rauti, Rutilio Sermonti et Adriano Romualdi. 
Une partie du groupe, menée par Clemente Graziani, refuse la réintégration, accusant le MSI de s'être « vendu à la bourgeoisie et à l'impérialisme américain », et fonde le Movimento Politico Ordine Nuovo le 21 décembre 1969.